# Ardisia melastomoides
Ardisia melastomoides är en viveväxtart som beskrevs av Pitard. Ardisia melastomoides ingår i släktet Ardisia och familjen viveväxter. Inga underarter finns listade i Catalogue of Life.